# 김석희
김석희(金碩禧, 1952년 1월 2일 ~ )는 한국의 번역가이다. 로마인 이야기의 번역자로 유명하다.

## 역서 목록
| 위로받지 못한 사람들                                                                  | 가즈오 이시구로            |
| 소설 마르크스-프로메테우스                                                            | 갈리나 세레브라코바        |
| 현해탄                                                                                | 김달수                     |
| 까마귀의 죽음                                                                         | 김석범                     |
| 화산도                                                                                | 김석범                     |
| 무엇을 할 것인가                                                                      | 니콜라이 G. 체르니셰프스키 |
| 희망의 괴물들                                                                         | 니콜러스 모즐리            |
| 커피 향기                                                                             | 다니 라페리에르            |
| 달라이 라마님, 화날 땐 어떻게 하세요?                                                 | 달라이 라마                |
| 죽음 저편에서 나는 보았다                                                             | 대니언 브링클리            |
| 어린 방랑자                                                                           | 댄 카비키오                |
| 현대 헝가리 문학선                                                                    | 데리 티보르 외             |
| 나의 유쾌한 동물 이야기                                                               | 데스먼드 모리스            |
| 인간 동물원                                                                           | 데스먼드 모리스            |
| 털 없는 원숭이                                                                        | 데스먼드 모리스            |
| 시몬 드 보부아르 전기                                                                 | 데어드르 베어              |
| 문명의 창세기                                                                         | 데이비드 롤                |
| 시간의 풍상                                                                           | 데이비드 롤                |
| 세상에서 가장 위대한 코끼리 모독                                                      | 랠프 헬퍼                  |
| 나는 왜 아버지를 잡아먹었나                                                           | 로이 루이스                |
| 새벽으로의 긴 여행                                                                    | 로자먼드 필처              |
| 영매                                                                                  | 로즈메리 올티              |
| 하버드의 여자들                                                                       | 리즈 로먼 갤리즈           |
| 겁 없이 울어댄 개구리                                                                 | 리처드 세네트              |
| 여름 밤의 열 시 반                                                                    | 마르그리트 뒤라스          |
| 미스터 블루                                                                           | 마일스 코널리              |
| 모탄트                                                                                | 말로 모건                  |
| 철학산책                                                                              | 모티머 애들러              |
| 아돌프                                                                                | 뱅자맹 콩스탕              |
| 섹스와 편견                                                                           | 번&보니 벌로               |
| 아돌프                                                                                | 벵자맹 콩스탕              |
| 모스크바의 밤                                                                         | 블라스 테닌                |
| 여자란 무엇인가                                                                       | 비올라 클라인              |
| 거리고 나가자, 키스를 하자                                                            | 사기사와 메구무            |
| 진짜 여름                                                                             | 사기사와 메구무            |
| 청춘의 사신                                                                           | 서경식                     |
| 실크로드 이야기                                                                       | 수잔 휫필드                |
| 행복의 발견                                                                           | 스튜어트 매크리디          |
| 마틴 드레슬러                                                                         | 스티븐 밀하우저            |
| 동굴에서 들려오는 하프 소리                                                           | 스티븐 버트먼              |
| 도시 로망 삼부작-주홍빛 베네치아ㆍ은빛 피렌체ㆍ황금빛 로마                            | 시오노 나나미              |
| 로마인 이야기                                                                         | 시오노 나나미              |
| 르네상스의 여인들                                                                     | 시오노 나나미              |
| 신의 대리인                                                                           | 시오노 나나미              |
| 에펠 탑의 검은 고양이                                                                 | 아라이 만                  |
| 이브닝 뉴스                                                                           | 아서 헤일리                |
| 즉흥시인                                                                              | 안데르센                   |
| 가을 호텔                                                                             | 애니타 브루크너            |
| 세계 추리소설 걸작선                                                                  | 애드거 앨런 포 외          |
| 르네상스 미술 기행                                                                    | 앤드루 그레이엄 딕슨       |
| 제3의 성                                                                              | 앨런 렐처크                |
| 피와 뼈                                                                               | 양석일                     |
| 에코토피아                                                                            | 어니스트 칼렌바크          |
| 웨드워드 사이드 자서전                                                                | 에드워드 사이드            |
| 카사노바                                                                              | 에리카 종                  |
| 미니 미스터리                                                                         | 엘러리 퀸                  |
| 망각                                                                                  | 엘리 위젤                  |
| 사랑보다 깊은 사랑                                                                    | 올리브 앤 번스             |
| 시간 박물관                                                                           | 움베르토 에코 외           |
| 인디언 조                                                                             | 윌리엄 P.킨셀라            |
| 강의 신                                                                               | 윌버 스미스                |
| 투쿠텔라의 전설                                                                       | 윌버 스미스                |
| 나일 강의 여신                                                                        | 윌버 스미스                |
| 배신자의 중국사                                                                       | 이나미 리츠코              |
| 삼국지 깊이 읽기                                                                      | 이나미 리츠코              |
| 인물 삼국지                                                                           | 이나미 리츠코              |
| 중국사의 슈퍼 히로인들                                                                | 이나미 리츠코              |
| 중국의 은자들                                                                         | 이나미 리츠코              |
| 빙벽                                                                                  | 이노우에 야스시            |
| 내 마음의 해적                                                                        | 이디스 워튼                |
| 핑거포스트 1663                                                                       | 이언 피어스                |
| 금단의 땅                                                                             | 이회성                     |
| 백년 동안의 나그네                                                                    | 이회성                     |
| 유역                                                                                  | 이회성                     |
| 카사노바 나의 편력                                                                    | 자코모 카사노바            |
| 나의 특별한 동물 친구들                                                               | 제럴드 맬컴 더럴           |
| 그날 밤의 거짓말                                                                      | 제수알도 부팔리노          |
| 세월의 계단                                                                           | 제인 샤피로                |
| 정치적으로 올바른 베드타임 스토리                                                     | 제임스 핀 가너             |
| 아름다운 이야기ㆍ행복을 전하는 개 이야기                                              | 제임스 헤리엇              |
| 칸의 제국                                                                             | 조너선 스펜스              |
| 죽음을 삼킨 땅                                                                        | 조르제 아마두              |
| 아름다운 사랑과 성의 역사                                                             | 조르주 뒤비 외             |
| 죽음을 삼킨 땅                                                                        | 조르지 아마도              |
| 톨스토이냐 도스토예프스키냐                                                           | 조지 스타이너              |
| 추운 나라에서 돌아온 스파이                                                           | 존 르 카레                 |
| 프랑스 중위의 여자                                                                    | 존 파울즈                  |
| 나중에 온 이사람에게도                                                                | 존러스킨                   |
| 반삼국지                                                                              | 주대황                     |
| 지구에서 달까지ㆍ달나라 탐험ㆍ카르파티아 성ㆍ인도 왕비의 유산ㆍ신비의 섬ㆍ황제의 밀사 | 쥘 베른                    |
| 문명 속의 불안                                                                        | 지그문트 프로이트          |
| 그리고 죽음                                                                           | 짐 크레이스                |
| 사십 일                                                                               | 짐 크레이스                |
| 무엇을 할 것인가                                                                      | 콜라이 G. 체르니셰프스키   |
| 작은 마녀의 사랑                                                                      | 페이 웰던                  |
| 에덴의 악녀                                                                           | 페이 웰던                  |
| 빨간 공책                                                                             | 폴 오스터                  |
| 내가 신이다                                                                           | 프랑코 페루치              |
| 신의 뜰에서 놀며                                                                      | 피터 매티센                |
| 소멸의 아름다움                                                                       | 필립 시먼스                |
| CNN 그 성공 비화                                                                      | 행크 휘트모어              |
| 로빈슨 크루소의 사랑                                                                  | 험프리 리처드슨            |
| 고야                                                                                  | 훗타 요시에                |
| 위대한 교양인 몽테뉴                                                                  | 훗타 요시에                |
| 살아 있는 역사                                                                        | 힐러리 로댐 클린턴         |